# Гран-при по фигурному катанию
Не путайте с внутрироссийской серией соревнований Серия гран-при России по фигурному катанию

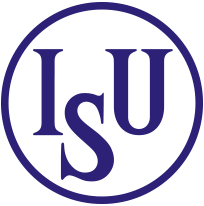
Логотип организатора соревнований

Гран-при по фигурному катанию — ежегодный комплекс соревнований по фигурному катанию, проходящий под эгидой Международного союза конькобежцев (ISU, ИСУ). В отличие от других соревнований ИСУ, в Гран-при спортсмены участвуют не по национальному принципу, а исходя из индивидуального рейтинга каждого фигуриста. Т.о. на этапах Гран-при соревнуются лучшие фигуристы мира, элита мирового фигурного катания, и лучшие из них проходят в Финал Гран-при.
В настоящий момент ежегодно проводятся следующие этапы серии Гран-при:
1. Skate America (США)
2. Skate Canada (Канада)
3. Cup of China (Китай)
4. Internationaux de France (Франция)
5. Cup of Russia (Россия)
6. NHK Trophy (Япония)
7. Финал Гран-при (ISU Grand Prix Final) — проводится в разных странах.

## Предыстория
Российским болельщикам в основном известны соревнования фигуристов-любителей, такие как чемпионат мира и Олимпийские игры. В других же странах, таких как США, Канада и Япония, больше зрителей собирают профессиональные состязания, телеканалы за огромные деньги раскупают права на трансляцию — примерно так же, как в футболе или «Формуле-1». Чтобы сделать любительские соревнования более зрелищными, в 1990-е годы ИСУ предложил объединить несколько любительских соревнований, таких как Skate America, в один коммерческий многоэтапный чемпионат «лучших из лучших».
Первые старты были даны в сезоне 1995—96, соревнование получило название «Чемпионская серия ИСУ». В сезоне 1998—99 серию переименовали в «Гран-при». В 1997 создали аналогичную юниорскую серию.

## Структура соревнований
В каждом этапе участвуют по 12 спортсменов (пар) в каждой из дисциплин. При этом, фигуристам/парам, которые на чемпионате мира предыдущего сезона заняли первые шесть мест, гарантируется по два этапа, и они считаются «сеяными». Спортсменам, занявшим места с 7 по 12, гарантируется один этап, но при этом по рейтингу они могут получить и второй этап. Распределение по этапам определяется жребием. Кроме того, страна, принимающая этап, имеет право выставить на турнир до трёх любых участников в каждой дисциплине. Остальные места заполняются исходя из рейтинга спортсменов в прошедшем сезоне.
Выступая на этапах, спортсмены набирают баллы по следующей схеме:
| Занятое место | Баллы (одиночники/танцоры) | Баллы (пары) |
| ------------- | -------------------------- | ------------ |
| 1 место       | 15 баллов                  | 15 баллов    |
| 2 место       | 13 баллов                  | 13 баллов    |
| 3 место       | 11 баллов                  | 11 баллов    |
| 4 место       | 9 баллов                   | 9 баллов     |
| 5 место       | 7 баллов                   | 7 баллов     |
| 6 место       | 5 баллов                   | 5 баллов     |
| 7 место       | 4 балла                    |              |
| 8 место       | 3 балла                    |              |

По окончании всех шести этапов подсчитываются набранные баллы, и шесть набравших наибольшее количество баллов фигуристов (пар) проходят в Финал Гран-при. При равном количестве набранных баллов в финал проходят спортсмены, занявшие более высокое место на пьедестале.

## Призовой фонд
Серия этапов Гран-при является серией коммерческих турниров. За занятые места с 1-го по 5-е на каждом этапе положено денежное вознаграждение. Участники финала получают вознаграждение в зависимости от занятого места.
В настоящее время призовой фонд Гран-при выглядит следующим образом:
- на каждом этапе серии фонд составляет $ 180000;
- в финале разыгрываются $ 272000.

Распределение призовых выглядит так:
| Занятое место | Денежный приз (Этап) | Денежный приз (Финал) |
| ------------- | -------------------- | --------------------- |
| 1             | $18000               | $25000                |
| 2             | $13000               | $18000                |
| 3             | $9000                | $12000                |
| 4             | $3000                | $6000                 |
| 5             | $2000                | $4000                 |
| 6             | —                    | $3000                 |

## Юниорская серия Гран-при
В отличие от «взрослой» серии Гран-при, на этапы юниорской серии участники назначаются не по рейтингу, а своими национальными федерациями. Количество мест от каждой страны на этапах определяется исходя из мест, занятых спортсменами страны на чемпионате мира среди юниоров.
В настоящее время проводится семь этапов юниорского Гран-при. Список стран, принимающих этапы часто меняется. В сезоне 2009—2010 соревнования серии пройдут в Венгрии, в США, Италии, Беларуси, Германии, Хорватии и Турции. Финалы юниорского Гран-при, начиная с сезона 2008—2009 проходят одновременно и в том же месте где и финал «взрослой» серии.

### Призовой фонд
Призовой фонд на этапах юниорской серии Гран-при составляет:
| Место | Сумма на этапах (Одиночники) | Сумма в финале (Одиночники) | Сумма на этапах (Пары/Танцы) | Сумма в финале (Пары/Танцы) |
| ----- | ---------------------------- | --------------------------- | ---------------------------- | --------------------------- |
| 1     | $2000                        | $6000                       | $3000                        | $9000                       |
| 2     | $1500                        | $5000                       | $2250                        | $7500                       |
| 3     | $1000                        | $4000                       | $1500                        | $6000                       |
| 4     | —                            | $3000                       | —                            | $4500                       |
| 5     | —                            | $2000                       | —                            | $3000                       |
| 6     | —                            | $1000                       | —                            | $1500                       |